# لیچانگ
لیچانگ (به لاتین: Lechang) یک شهر در جمهوری خلق چین است، که در منطقه شاوگوان واقع شده‌است.